# 睡れる月
睡れる月（ねむれるつき）は、大野拓史脚本・演出による宝塚歌劇団の芝居の演目。朝海ひかる主演で雪組で2005年上演。
嘉吉元年、室町幕府六代将軍・足利義教のその治世末のころを舞台にして、嘉吉の乱から長禄の変に至る後南朝史の人間模様を描いた時代劇ロマン。

## 公演日程
- シアター・ドラマシティ公演
2005年3月18日 - 3月30日
- シアター・ドラマシティ東京特別（日本青年館）公演
2005年4月04日 - 4月11日
- 福岡特別（福岡市民会館）公演
2005年4月16日 - 4月19日

## 登場人物
＊「浜松中納言物語」から借りた役名が多くある。

### 宮家・弓月
浜松中納言（はままつちゅうなごん、朝海ひかる）
源信光でもある。式部卿宮の義弟で、大君と中君の義兄。彼の母と宮家の兄弟の父との再婚により子供のころを過ごしていた嵐山を去って宮家で住むことにしたが、親友である衛門督と同じく弓月氏族の血が流れているのゆえ再び嵐山へ戻ってくる。賭弓が得意で聡明でありながら善良な青年。義妹の大君を密かに慕っている。
大君（おおいきみ、舞風りら）
式部卿宮の妹で、中納言の義妹。美貌で脆い女だが兄達のことをいつも心配している。中納言と同じく彼を密かに慕っている。兄の式部卿宮が将軍家に対して反乱を起こした時、内野へ逃げている途中殺されてしまう。
式部卿宮（しきぶきょうのみや、貴城けい）
宮。将軍家の寵愛を受けている。南朝の血が僅かばかりに流れているがその血に誇りを持っていた父の意思をつないで、子供のころから将軍・足利義教の衆道（男色）によって身を犠牲しながら宮家を支えてきた。妹たちと義弟の中納言と異なる冷静さの持ち主。心の深い奥に暗闇を抱いて、赤松家と日野家と手を結んで将軍家を倒そうとしている。
衛門督（えもんのかみ、柊巴）
中納言の幼なじみで同じく弓月の氏族でもある。明るくて清らかな青年で、密かに大君を慕っている。式部卿宮の’将軍家を倒すことに力を借りてくれれば大君をあげる’という約束によって手を結ぶが、義教の刀に切られてしまう。

### 将軍家・三条家
足利義教（あしかが　よしのり、一樹千尋）
室町幕府第六代の将軍。厳しくて残酷な治世によって「万人恐怖」の将軍と呼ばれる。自分の意思を逆らうものは許さずみんな首を掻いてしまう。元御台所であった日野家の宗子が比丘尼になった後、その妹の重子と結婚するが彼女を捨てて三条の伊子を新御台所にする。三条の伊子と式部卿宮、観世の小次郎を寵愛している。
三条尹子（さんじょう　いんし、有沙美帆）
新御台所。三条実雅の妹である。
三条実雅（さんじょう　さねまさ、水純花音）
伊子の兄。
観世小次郎信光（かんぜこじろうのぶみつ、麻愛めぐる
観世流の音阿弥の息子。将軍の寵愛を受けている役者。

### 日野家
日野宗子（ひの　そうし、美穂圭子）
分家。元御台所。義教に捨てられ、今は比丘尼になった。将軍家を去る時、妹の重子を将軍家に自らの代わりで嫁がせてその重子が将軍家の子を身ごもるが、三条家の伊子によって将軍からまた捨てられる。
日野重子（ひの　じゅうし、 花帆杏奈）
分家。宗子の妹。姉の宗子の代わりで将軍の子を身ごもったが、その子が生まれたら伊子にあげるように命じられた。
日野資親（ひの　すけちか、大湖せしる）
本家。二度とは将軍家の屋敷に足を踏んではならないと命じられた。反乱の後、赤松の誰かと「禁断の恋」に落ちて南朝と手を結んでしまって捕らわれて死刑される。

### 赤松家
赤松教康（あかまつ　のりやす、安城志紀）
赤松家の若。石見の助けなしには何もできぬくだらない男。
石見太郎左衛門（いわみ　たろうざえもん、悠なお輝）
赤松家の下手人。

## あらすじ
嘉吉元年、将軍家の戦勝ちの祝いのための宴が屋敷で続けている途中、振る舞いをしている男らの中で日野資親（大湖せしる）を見つけた三条実雅（水純花音）は蜷川新右衛門（飛鳥裕）に命じて宴をとめる。「屋敷に二度と足を踏んではならない」と命じられた資親を責める実雅に資親は「帝からの許可を受けた」とするが、義教は資親にさっさと去ることを命じる。
将軍に向かう資親の顔に浮かんでる怒りを気づいた浜松中納言（朝海ひかる）は、「今宵の宴は神仏に捧げる物」と言いながらその状況をどうか落ち着かせる。その中納言が気に入った義教は、資親の代わりに誰が振る舞いを続けるかを問う。義でも弟である中納言の姿を見た式部卿宮（貴城けい）は自ら資親の代わりで振る舞いをつづくことにする。その宮に義教は「そなたにも弟をかばう慈しみがあったな」とあざ笑う。
宴の後、日野と赤松は将軍家向けの寝た刃を合わす。一方、初めて宴に現れた中納言を見た義教は彼の美貌と聡明さに感嘆し兄の式部卿宮に「掌中の珠を隠していたな」と言う。
翌日、嵐山に遊びに来た中納言と衛門督、そして姫達と宰相の君。大君は幼かったころ中納言と交わした約束を覚えながら中納言がよく語ってくれた嵐山の景色に感嘆する。中納言の母を訪ねた後、みなの前に現れた式部卿宮と小次郎信光（麻愛めぐる）は将軍家の命で今赤松の別邸に行くつもりと言う。なんか不思議さを感じた中納言は宮に戻るまで待つというが宮は｢すべては将軍家の好きなまま」と言いながら嵐山を去る。残された中納言と姫達は嵐山にある｢野山にさく菊の花」を見に行く。
赤松家に到着した宮はそこで日野重子と見合す。宮は重子の態度からなんか不思議さを感じて何を望んでるか聞く。そこに日野家の宗子と資親、そして赤松家の若である赤松教康とその下手人の石見が現れる。日野家と赤松家は宮にご寵愛を受けている式部卿宮の言葉なら将軍家は全部聴くから、将軍家を倒すための計画を言いながら手を結ぼうとする。宮はその計画に加担することとする。

## 主な配役
- 浜松中納言（はままつちゅうなごん） … 朝海ひかる
- 大君／二宮（おおいきみ/にのみや） … 舞風りら
- 式部卿宮（しきぶきょうのみや） … 貴城けい

　　　　　＊～＊～＊
- 足利義教（あしかが　よしのり） … 一樹千尋
- 蜷川新右衛門（にながわ　しんえもん） … 飛鳥裕
- 宰相の君（さいしょうのきみ） … 灯奈美
- 日野宗子（ひの　そうし） … 美穂圭子
- 三条尹子（さんじょう　いんし） … 有沙美帆
- 石見太郎左衛門（いわみ　たろうざえもん） … 悠なお輝
- 楠木二郎正頼（くすのき　じろうまさより） … 未来優希
- 六字夜叉（ろくじやしゃ） … 愛耀子
- 観世小次郎信光（かんぜこじろうのぶみつ） … 麻愛めぐる
- 野榛（のはり） … ゆり香紫保
- 三条実雅（さんじょう　さねまさ） … 水純花音
- 調（しらべ） … 澪うらら
- 笹花の小君（ささかのこぎみ） … 天勢いづる
- 赤松教康（あかまつ　のりやす） … 安城志紀
- 丹生谷帯刀（にぶや　たてわき）/ 菊理御前（くくりごぜん） … 麻樹ゆめみ
- 井光宇迦斯（いかりの　うかし） … 貴船尚
- 小谷与次（こたに　よしつぐ） … 沢音和希
- 王孫草（つちはり） … 夏央小槇
- 中君（なかのきみ） … 山科愛
- 日野重子（ひの　じゅうし） … 花帆杏奈
- 衛門督（えもんのかみ） … 柊巴
- 空木（うつぎ） … 麻倉ももこ
- 曼珠丸（まんじゅまる） … 穂月はるな
- 菜摘（なつみ） … 早花まこ （式部卿宮の子役でもある）
- 井光閼伽那（いかりの　あかな）/ 椙木孫ヱ門（すぎのき　まごえもん） … 大凪真生
- 日野資親（ひの　すけちか）/真木弥三郎（まき　やざぶろう） … 大湖せしる